# De Dietrich 12 CV (1899)
Dieser Pkw De Dietrich 12 CV erschien 1899. Hersteller war die Société de Dietrich et Cie de Lunéville in Frankreich.

## Beschreibung
De Dietrich fertigte dieses Modell nach einer Lizenz vom französischen Unternehmen Amédée Bollée fils. Es wurde sowohl im Juni 1899 als auch im Januar 1901 auf dem Pariser Autosalon präsentiert.
Das Fahrzeug hat einen Zweizylinder-Reihenmotor. Der Hubraum ist nicht bekannt, aber er ist größer als beim 9 CV mit 3153 cm³. Der Motor war damals in Frankreich steuerlich mit 12 CV eingestuft.
Der Motor ist liegend hinter der Vorderachse eingebaut. Er treibt über Riemen und ein im Heck befindliches Getriebe die Hinterräder an. Anfang 1901 führte wie auch beim 10 CV eine Modellpflege zur Montage des Getriebes vor der Hinterachse und zum Kettenantrieb auf die Hinterräder.
Auf dieser Basis entstanden zumindest 1899 auch Lastkraftwagen.

## Autorennen
Für dieses Modell sind zwei Einsätze bei Autorennen verzeichnet. Adrien de Turckheim startete im Mai 1901 bei Paris–Bordeaux und im Juni 1901 bei Paris–Berlin.